# Municipio de Salt Creek (Misuri)
El municipio de Salt Creek (en inglés: Salt Creek Township) es un municipio ubicado en el condado de Chariton en el estado estadounidense de Misuri. En el año 2010 tenía una población de 181 habitantes y una densidad poblacional de 1,88 personas por km².

## Geografía
El municipio de Salt Creek se encuentra ubicado en las coordenadas 39°34′37″N 93°1′22″O / 39.57694, -93.02278. Según la Oficina del Censo de los Estados Unidos, el municipio tiene una superficie total de 96.39 km², de la cual 96,02 km² corresponden a tierra firme y (0,38 %) 0,37 km² es agua.

## Demografía
Según el censo de 2010, había 181 personas residiendo en el municipio de Salt Creek. La densidad de población era de 1,88 hab./km². De los 181 habitantes, el municipio de Salt Creek estaba compuesto por el 97,79 % blancos, el 1,1 % eran de otras razas y el 1,1 % eran de una mezcla de razas. Del total de la población el 1,1 % eran hispanos o latinos de cualquier raza.